# Doe B
Doe B (* 13. Juni 1991 in Montgomery, Alabama; † 28. Dezember 2013 ebenda; eigentlicher Name Glenn Thomas) war ein US-amerikanischer Rapper, der bei Grand Hustle Records unter Vertrag stand.

## Werdegang
Doe B machte 2009 den Abschluss an der Sidney Lanier High School in seiner Heimatstadt. Am 18. Juli 2009 verlor er sein rechtes Auge bei einer Schießerei und trug seitdem eine Augenklappe, die zu seinem Markenzeichen wurde. 2012 hatte Doe B mit einer Remix-Version seines Songs Let Me Find Out einen ersten kommerziellen Erfolg. Als Gastmusiker wirkten bei dem Remix von Juicy J und T.I. mit; letzterer gilt auch als Entdecker von Doe B. Anfang 2013 wurde Doe B vom Musiklabel Grand Hustle Records unter Vertrag genommen. In der Hip-Hop-Szene wurde er schließlich durch seine Beiträge zur Kompilation G.D.O.D. bekannt. Zudem veröffentlichte Doe B Musikvideos und Mixtapes. Im Sommer 2013 folgte das Mixtape Baby Jesus.
Am 28. Dezember 2013 war er Gast in einem Club in Montgomery, Alabama. Dort kam es zu einer Schießerei, bei der Doe B und eine 21-jährige Frau getötet wurden. Fünf weitere Personen wurden verletzt. Der Tod wurde von Grand Hustle Records über Doe Bs Twitter-Account öffentlich gemacht und später von T.I. bestätigt.
Nach Aussage eines Managers von Doe B habe der Rapper etwa 200 Songs geschrieben, die bislang nicht veröffentlicht worden sind. 2014 und 2020 wurden posthum weitere Alben von ihm veröffentlicht.

## Diskografie

### Mixtapes
- 2011: Definition of a Trapper
- 2012: D.O.A.T. 2
- 2012: Trap Life
- 2012: Fitted Cap Low 49 (als Host)
- 2013: Baby Jesus
- 2013: Doe B Presents C.B.M.: Choppaz, Brickz & Money
- 2014: D.O.A.T. 3
- 2020: The Last Definition of a Trapper

### Samplerbeiträge
- 2013: G.D.O.D. (Get Dough Or Die) (Grand Hustle Records)